# Шендриков, Николай Степанович
Николай Степанович Шендриков (14 декабря 1921, Меловатка, Воронежская губерния — 29 апреля 1945, Берлин) — советский танкист, гвардии младший лейтенант, Герой Советского Союза (1945, посмертно).

## Биография
Родился 14 декабря 1921 года в бедной крестьянской семье в селе Меловатка Рождественской волости Землянского уезда Воронежской губернии РСФСР, ныне село входит в Нижневедугское сельское поселение Семилукского района Воронежской области). Русский. Отец Степан Шендриков, мать Акулина Васильевна. У родителей было 10 детей: четыре сына и шесть дочерей.
Начальную школу окончил в Меловатке, школу-семилетку – в селе Никольском.
Работал слесарем на Воронежском авиационном заводе имени М. И. Калинина. Призван Нижневедугским районным военкоматом в Рабоче-крестьянскую Красную Армию в марте 1941 года.

### Война
На фронте Великой Отечественной войны с августа 1941 года. Сначала воевал механиком-водителем танка; проявил мужество и мастерство в боях. Старший сержант Н.С. Шендриков был радиотелеграфистом 290-го танкового батальона 99-й танковой бригады.
После ранения был направлен в Сталинградское военное танковое училище. Окончил его в мае 1944 года, после чего командовал танковым взводом. Член ВЛКСМ.
На боевом счету Николая Шендрикова 14 уничтоженных танков, 7 орудий и 12 станковых пулемётов противника. Шесть раз были подбиты танки, в которых сражался Шендриков; он был ранен и обгорел, — но после госпиталей всегда вновь возвращался в строй. Сражался он на Юго-Западном, Центральном и 1-м Украинском фронтах.
Будучи командиром танкового взвода 1-го танкового батальона 53-й гвардейской танковой бригады (6-й гвардейский танковый корпус, 3-я гвардейская танковая армия, 1-й Украинский фронт), гвардии младший лейтенант Николай Шендриков совершил выдающийся подвиг в ходе Берлинской наступательной операции. В боях за взятие немецкого города Гольсен 20 апреля 1945 года уничтожил 2 тяжёлых танка, 3 артиллерийских орудия, 5 миномётов, 4 пулемётные точки с их расчётами, до 40 автомашин с боеприпасами и военными грузами, около 60 солдат. При взятии города Барут (южнее Берлина) в тот же день уничтожил 2 противотанковых орудия и 17 автомашин.
При штурме Берлина 29 апреля 1945 года подавил танком до 30 немецких автомашин. В этот же день своим танком таранил и разрушил мощную вражескую баррикаду на Кайзер-аллее. При её прорыве уничтожил 3 врытых в землю тяжелых танка и около 50 солдат. Когда танк Шендрикова был подбит и загорелся, направил его машину на вражеское орудие и раздавил его вместе с расчетом. Не смог выбраться из горящего танка и погиб в огне. Свидетелем подвига Николай Шендрикова стал командир бригады генерал-майор танковых войск В. С. Архипов, подробно описавший его в книге мемуаров «Время танковых атак»
Похоронен в городе Тельтов (ныне город входит в район Потсдам-Миттельмарк земли Бранденбург Федеративной Республики Германии). В отношении Шендрикова есть данные о первичном захоронении, но в какой из братских могил похоронен (перезахоронен), неясно.
За мужество и героизм, проявленные в борьбе с немецко-фашистскими захватчиками, Указом Президиума Верховного Совета СССР от 27 июня 1945 года гвардии младшему лейтенанту Шендрикову Николаю Степановичу присвоено звание Героя Советского Союза (посмертно)

## Награды
- Герой Советского Союза (27 июня 1945 года)[5][6][7].
  - Медаль «Золотая Звезда»
  - Орден Ленина
- Медаль «За оборону Сталинграда» (22 декабря 1943 года)[8]

## Память
- Имя Героя было присвоено пионерской дружине Меловатской средней школы.
- Николай Степанович Шендриков навечно зачислен в списки коллектива Воронежского авиационного завода имени М. И. Калинина. На здании одного из цехов авиазавода в 1965 году установлена мемориальная доска.
- Именем Героя в 1969 году была названа улица в юго-западной  части Воронежа. В 1987 году установлена мемориальная доска на доме по адресу ул. Шендрикова, д. 7.